# Uki-waza
L'Uki-waza (letteralmente "gran rovesciata laterale") è la 34° tecnica del Gokyo ed è anche l'ultimo colpo del Nage-no-kata. Uki-Waza, agli occhi dei meno esperti, potrebbe sembrare una tecnica di facile esecuzione, ma al contrario è, come tutte le tecniche del Quinto Kyu, difficile da portare a termine. La proiezione che ne consegue è molto spettacolare, ma necessita di un perfetto senso dello squilibrio da parte di colui che la esegue.

## L'esecuzione
Situazione ideale è rappresentata da uno squilibrio avanti a destra con avanzamento del relativo piede da parte di Uke e spinta con la mano destra. L'attacco di Tori viene apportato indietreggiando il piede sinistro e squilibrando per reazione l'avversario sulla punta del piede destro. Colui che esegue la tecnica sfrutta una rotazione sul piede destro per volgersi verso sinistra. Particolare importanza è data dalla posizione della mano di Tori: questa è posizionata di palmo all'altezza della scapola, sotto l'ascella sinistra di Uke. La fase di caduta si conclude con Tori che si getta perpendicolarmente al corpo di Uke sul fianco sinistro causando una proiezione laterale.

## Successioni e contraccolpi
Fra le possibili successioni, prima di gettarsi a terra, possiamo eseguire Tsuri-komi-ashi, mentre subendo la tecnica Uke può reagire riproponendo la stessa in anticipo rispetto all'avversario.